# فاديم فاسيلييف
فاديم فاسيلييف (بالأذرية: Vadim Vasilyev)‏ هو لاعب كرة قدم أذربيجاني في مركز الهجوم، ولد في 17 مايو 1972 في باكو في أذربيجان. شارك مع منتخب أذربيجان لكرة القدم. أما مع النوادي، فقد لعب مع ميتالورغ دونيتسك ونادي باكو ونادي تافريا سيمفروبول ونادي قره باغ ونادي نيفتشي باكو.

## وصلات خارجية
- فاديم فاسيلييف على موقع اتحاد أوكرانيا (الإنجليزية)
- فاديم فاسيلييف على موقع قاعدة بيانات كرة القدم.إي يو (الإنجليزية)
- فاديم فاسيلييف على موقع ناشيونال فوتبول تيمز (الإنجليزية)